# لانسداون رود
ملعب لانسداون رود (بالإنجليزية: Lansdowne Road Stadium)‏ وهو ملعب كان يقع في مدينة دبلن عاصمة أيرلندا تم بنائه سنة 1872، كان الملعب مملوكاً من قبل الإتحاد الأيرلندي للرغبي، وقد أقيمت فيه مباريات للرغبي وكرة القدم، كان يسع ل48 ألف متفرج وقد تم إغلاقه في سنة 2007 وبني مكانه ملعب أفيفا في 2010.

## وصلات خارجية
- http://www.irishrugby.ie/rwc/home_live.php